# هلن اسلاتر
هلن اسلاتر (به انگلیسی: Helen Slatter) (زادهٔ ۷ ژوئن ۱۹۷۰) شناگر اهل بریتانیا است.